# Comuna Poluzirea, Novi Sanjarî
Poluzirea (în ucraineană Полузір'я) este o comună în raionul Novi Sanjarî, regiunea Poltava, Ucraina, formată din satele Bondurî, Dmîtrenkî, Poluzirea (reședința) și Șevți.

## Demografie
Componența lingvistică a comunei Poluzirea
     Ucraineană (91,38%)
     Rusă (4,24%)
     Română (3,31%)
     Alte limbi (0,4%)
Conform recensământului din 2001, majoritatea populației comunei Poluzirea era vorbitoare de ucraineană (91,38%), existând în minoritate și vorbitori de rusă (4,24%) și română (3,31%).